# Ludovico Jacobini
Ludovico Jacobini, född den 6 januari 1832 i Genzano di Roma, död den 28 februari 1887 i Rom, var en italiensk kardinal och påvlig statssekreterare.
Jacobini blev 1869 understatssekreterare och nuntius i Wien, där han lyckades genom klokt tillmötesgående avböja den till följd av de nya kyrkolagarna hotande konflikten mellan Österrike-Ungern och romerska kurian. Det svårare uppdraget att åvägabringa en försoning med preussiska regeringen löste Jacobini som Heliga stolens statssekreterare från 1880. År 1874 blev han ärkebiskop in partibus och 1879 kardinal. 